# Ramirdus van Esquerchin
Ramirdus van Esquerchin of (in Oudnederlands) van Schere (? - Kamerijk, februari 1077) was een priester die wantoestanden in de Roomse Kerk aankloeg in de 11e eeuw in Frans-Vlaanderen. 

## Levensloop
Ramirdus was afkomstig van Esquerchin (Schere), nabij het welvarende stadje Douai (Dowaai). Deze plaatsen lagen in het graafschap Vlaanderen, wat zelf deel was van het koninkrijk Frankrijk. Ramirdus kloeg simonie, afpersingen en ander wangedrag van Roomse geestelijken aan. De taal van Ramirdus was opruiend en richtte zich scherp zowel tegen de clerus in parochies op het platteland als tegen de kapittels in de steden. 
De graaf-bisschop van Kamerijk, Gerard II, was op dat moment ook bisschop van Atrecht. Kamerijk lag in het Rooms-Duitse rijk en Atrecht in Frankrijk. De jurisdictie van Gerard II was dus uitgestrekt over 2 rijken. Gerard II liet Ramirdus arresteren in Lambres in Frankrijk en voerde hem naar Kamerijk, zijn Rooms-Duits graafschap. In Kamerijk werd Ramirdus op de brandstapel terechtgesteld in het jaar 1077.
Middeleeuwse historici omschreven Ramirdus als een ketter. Vandaag wordt Ramirdus als een apart element gezien ten tijde van de Gregoriaanse hervorming. Paus Gregorius VII voerde met dezelfde argumenten als Ramirdus deze kerkhervorming door. 